# Сокільники (Тернопільський район)
Сокі́льники — село в Україні, у Золотниківській сільській громаді, Тернопільського району, Тернопільської області. До 1991 належало до с. Соколів. До 2015 року підпорядковане Соколівській сільраді. Від вересня 2015 року ввійшло у склад Золотниківської сільської громади. Розташоване на річці Стрипа, на заході району. Населення — 271 особа (2007).

## Історія
Перша згадка датується 24 травня 1397 року — грамота Івана Тарновського на право війтівства в Сокільниках Н. Мейснеру. Польський король Владислав II Ягайло підтвердив цю грамоту 31 травня 1397 року. Наступна згадка від 12 березня 1436 року як Сокілець. Через кілька десятиліть після заснування с. Соколів окремі селяни, з дозволу пана, заснували південніше від нього нове поселення, яке отримало назву Сокільники тому, що його мешканці й надалі продовжували вирощували соколів для полювання знаті. Ось так і з'явилися на березі Стрипи два села — Соколів і Сокільники, зі спільною історичною долею.
У 1922 році в Сокільниках було відкрито однокласну школу.
Після 1935 р. село належало до гміни Золотники.
12 червня 2020 року, відповідно до розпорядження Кабінету Міністрів України № 724-р «Про визначення адміністративних центрів та затвердження територій територіальних громад Тернопільської області» увійшло до складу Золотниківської сільської громади.
19 липня 2020 року, в результаті адміністративно-територіальної реформи та ліквідації Теребовлянського району, село увійшло до складу Тернопільського району.
У міжвоєнний період в селі діяли товариство «Просвіта» та інші громадські організації.

## Соціальна сфера
Працюють ФАП, торговельний заклад.

## Галерея

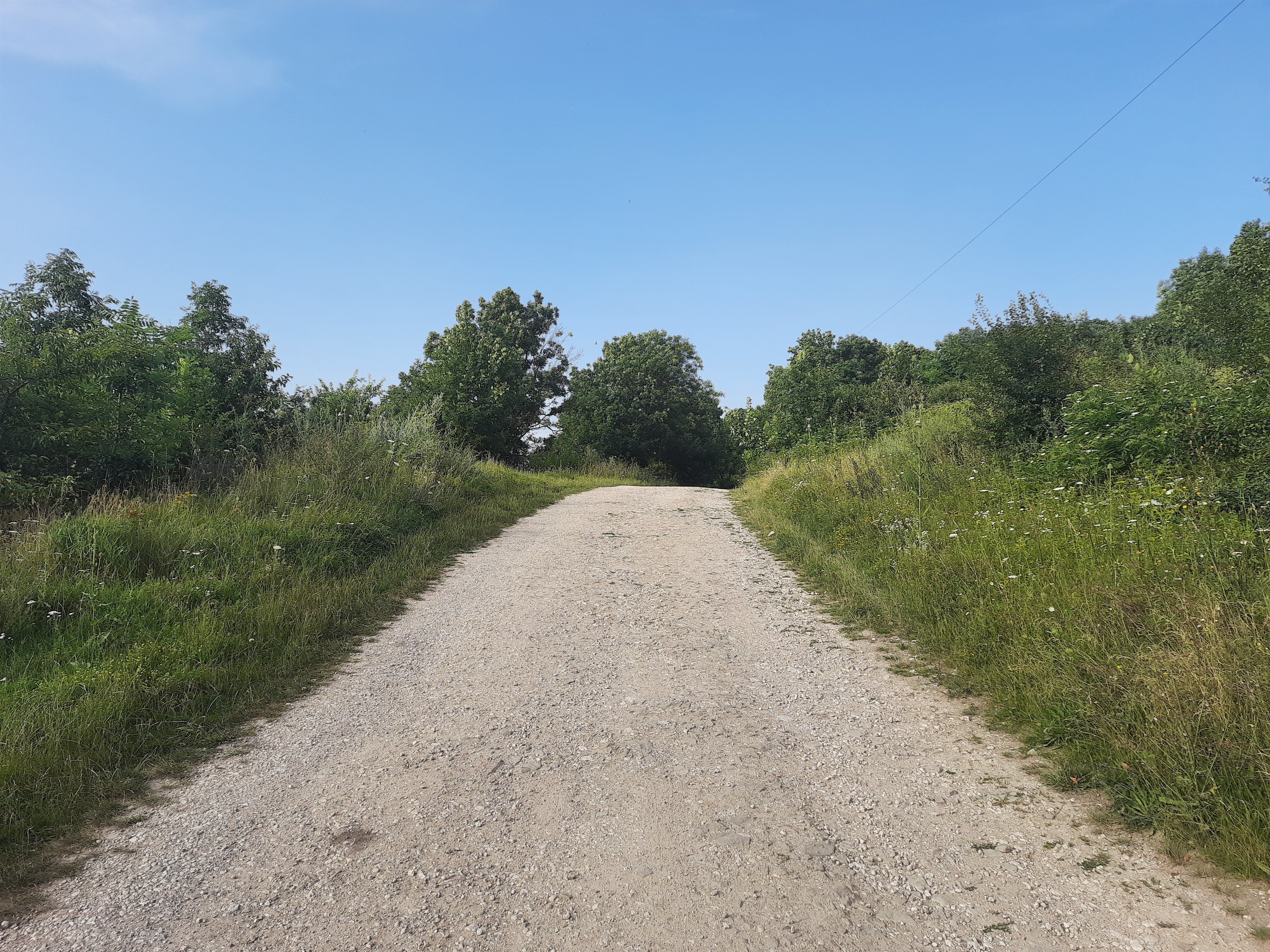
Дорога в село
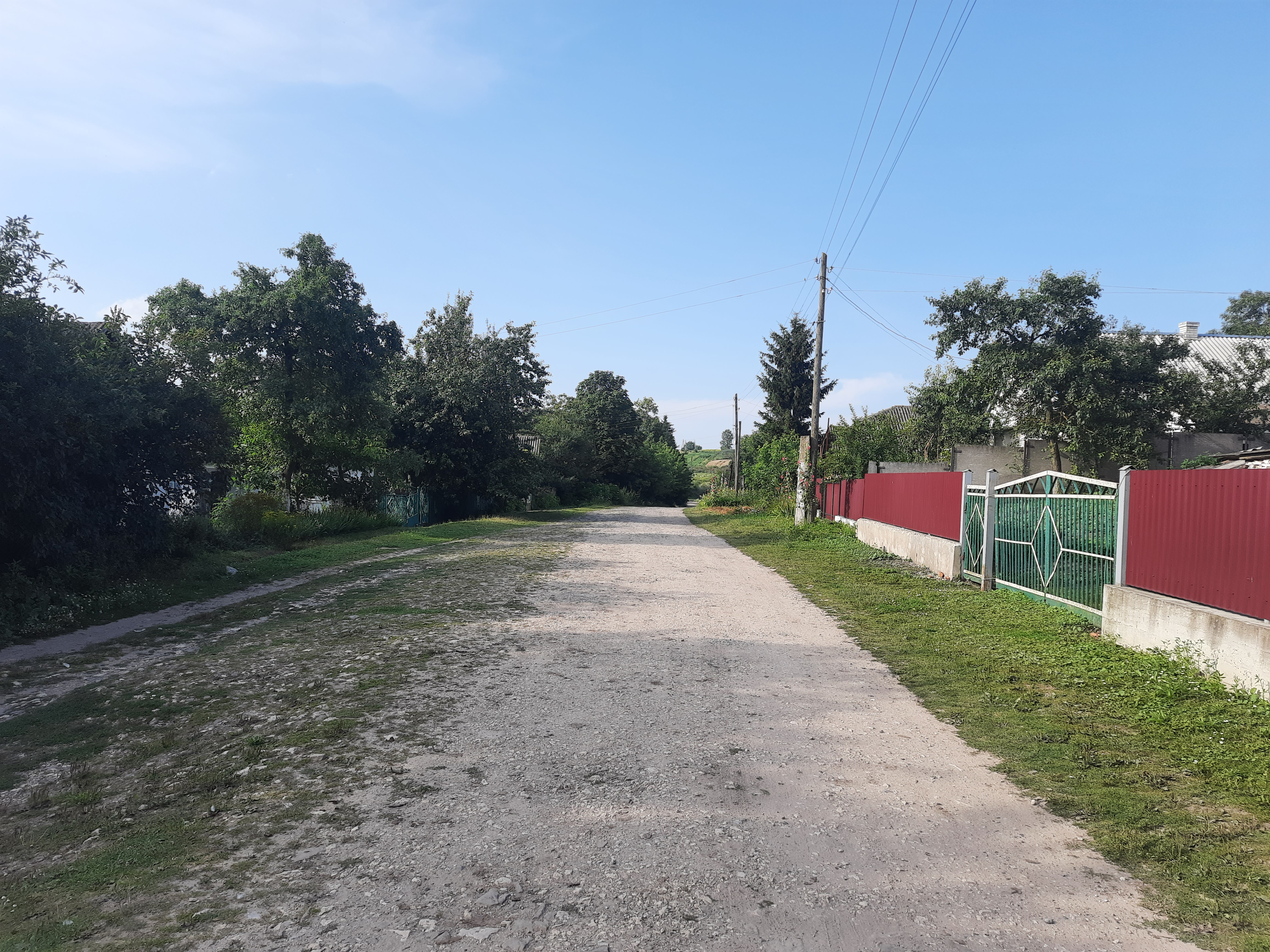
Сільська вулиця
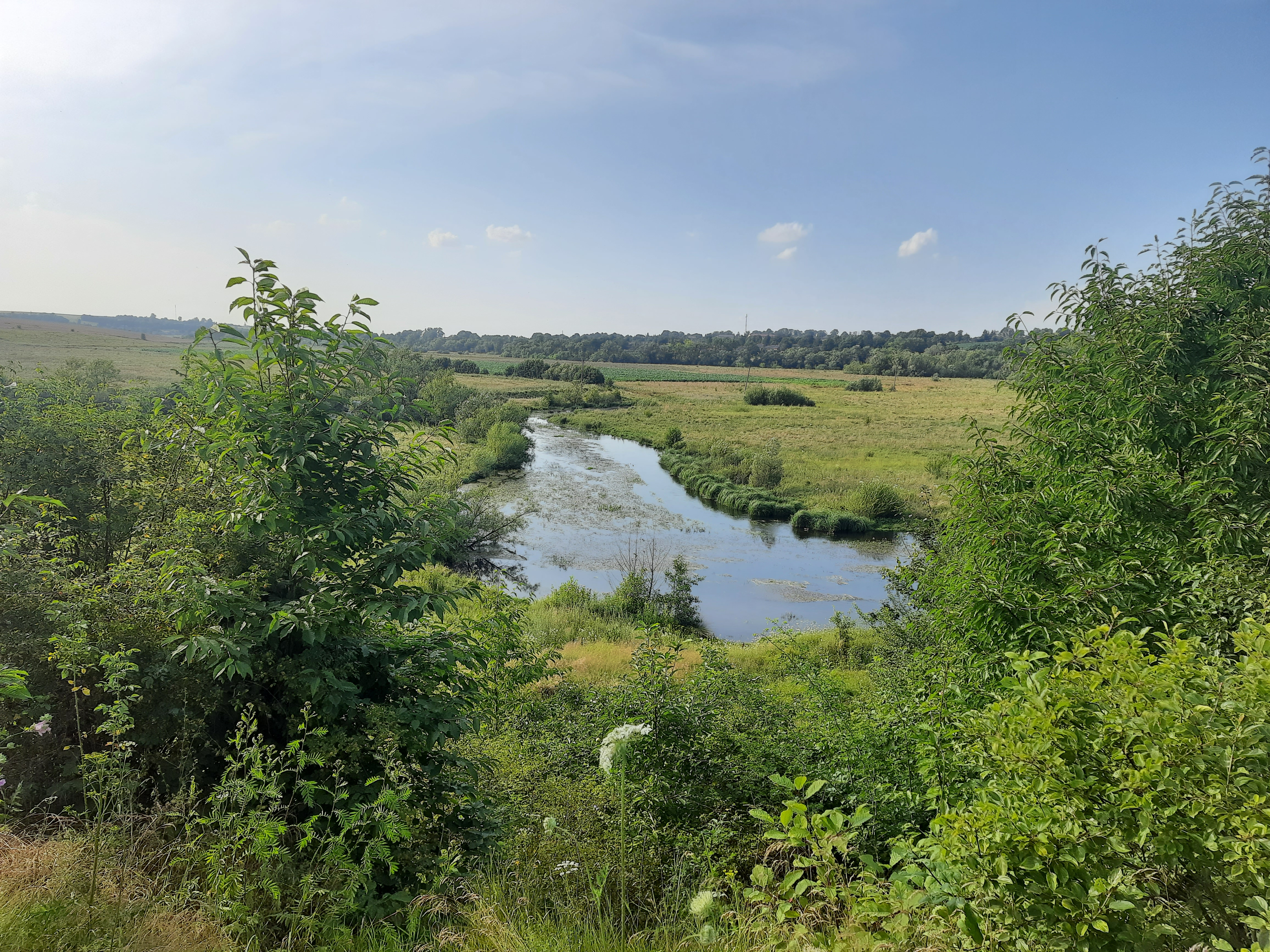
Річка Стрипа біля села